# Acorypha
Acorypha is een geslacht van rechtvleugeligen uit de familie veldsprinkhanen (Acrididae). De wetenschappelijke naam van dit geslacht is voor het eerst geldig gepubliceerd in 1877 door Krauss.

## Soorten
Het geslacht Acorypha omvat de volgende soorten:
- Acorypha bimaculata Krauss, 1902
- Acorypha brazzavillei Sjöstedt, 1931
- Acorypha burri Uvarov, 1950
- Acorypha clara Walker, 1870
- Acorypha concisa Walker, 1870
- Acorypha corallipes Sjöstedt, 1931
- Acorypha decisa Walker, 1870
- Acorypha dipelecia Jago, 1966
- Acorypha divisa Uvarov, 1950
- Acorypha ferrifer Walker, 1870
- Acorypha glaucopsis Walker, 1870
- Acorypha hemiptera Uvarov, 1950
- Acorypha insignis Walker, 1870
- Acorypha johnstoni Kirby, 1902
- Acorypha karschi Martínez y Fernández-Castillo, 1902
- Acorypha laticosta Karsch, 1896
- Acorypha macracantha Martínez y Fernández-Castillo, 1898
- Acorypha modesta Uvarov, 1950
- Acorypha mossambica Brancsik, 1893
- Acorypha nigrovariegata Bolívar, 1889
- Acorypha nodula Giglio-Tos, 1907
- Acorypha onerosa Uvarov, 1950
- Acorypha ornatipes Uvarov, 1950
- Acorypha pallidicornis Stål, 1876
- Acorypha picta Krauss, 1877
- Acorypha pipinna Jago, 1967
- Acorypha pulla Uvarov, 1950
- Acorypha recta Uvarov, 1950
- Acorypha saddiensis Kevan, 1967
- Acorypha saussurei Martínez y Fernández-Castillo, 1896
- Acorypha signata Walker, 1870
- Acorypha unicarinata Krauss, 1877
- Acorypha vittata Bolívar, 1889
- Acorypha v-plagiata Bruner, 1910